# RockNess
Le RockNess était un festival de musique organisé en Écosse, de 2006 à 2013, sur les bords du Loch Ness, près d'Inverness, dans les Highlands. Malgré son nom, le festival ne propose pas que du rock et est ouvert à tous les styles de musique. En revanche, il profite de sa proximité avec le possible domicile du monstre du Loch Ness. L'édition 2014 est annulée « en raison des nombreux événements parallèles, tels que la Coupe du monde de football et les Jeux du Commonwealth ».

## Histoire
La première édition se tient le 24 juin 2006, avec Fatboy Slim et sa Brighton Beach Party en tête d'affiche. Les 20 000 places sont vendues à 32,50 £. Avec deux scènes actives tout au long de la journée à partir de midi, les artistes se produisent en moyenne durant une heure et demie. À partir de l'année suivante, le festival passe sur deux jours avec 35 000 personnes sur le weekend, puis se tient sur trois jours depuis 2009.
Le 19 mars 2014, l'organisation annonce qu'il n'y aura pas d'édition 2014 « en raison des nombreux événements parallèles, tels que la Coupe du monde de football et les Jeux du Commonwealth », mais il est d'abord annoncé, à tort, que « le festival revient en 2015 ».